# مخيم الزعتري
مخيم الزعتري هو مخيم لللاجئين السوريين الذين قدموا إلى الأردن بعد شهر يوليو/تموز 2012 من الأحداث التي رافقت الحرب السورية التي اندلعت عام 2011. أقيم المخيم حوالي 20 كم شرقي مدينة المفرق شمال شرق الأردن في محافظة المفرق.
توقف الإحصاء الدقيق لعدد اللاجئين السوريين القادمين إلى المخيم خلال شهر مارس 2013 بسبب التدفق الكبير للاجئين الذي ارتفع بشكل كبير في ذلك الشهر. تباينت الأرقام خلال الأيام الأولى قليلاً من يوم لآخر بسبب «هروب» الأشخاص أو مغادرتهم المخيم عائدين إلى سوريا، وجزئياً بسبب الإفراط في العد الأولي. الحركة خارج المخيم مقيدة، وسيطرت عليها تصاريح المغادرة المؤقتة والمحدودة، من اجل التنظيم للعمل في المخيم، وهو ما لا يتوافق مع الحق في حرية التنقل والإقامة داخل حدود الدول.

## التوزيع الديمغرافي
- بلغ عدد اللاجئين في مخيم الزعتري حتى يوم 27 أغسطس/آب 2012 حوالي 15 ألف لاجئ ولاجئة.[3] وضم المخيم حوالي 10% من اجمالي عدد اللاجئين السوريين في الأردن.
- في 29 نوفمبر/تشرين الثاني 2012 بلغ عدد اللاجئين في المخيم 45 ألف لاجئ.[4] في حين وصل اجمالي اللاجئين السوريين في الأردن إلى 230 الف نسمة ذلك اليوم.
- في العاشر من يناير/كانون الثاني 2013 بلغ عدد اللاجئين في المخيم أكثر من 65 ألف لاجئ مشكلين 22% من اجمالي عدد اللاجئين السوريين في الأردن الذين بلغ عددهم حوالي 300 ألفاً حتى تاريخه.[5]
- في التاسع عشر من مايو/أيار 2013 بلغ عدد سكانه 150 ألف لاجئ [6]

لا يضم المخيم اللاجئين السوريين الذي لجأوا للأردن قبل تاريخ 21 يوليو/تموز 2012 أو اللاجئين الذين عبروا الحدود بالطرق الشرعية بعد ذلك التاريخ. معظم سكان المخيم من محافظات درعا والقنيطرة ودمشق وريفها وحمص.
وفقًا للعديد من التقديرات، يعتبر مخيم الزعتري ثاني أكبر مخيم للاجئين في العالم، بعد مخيم داداب في شرق كينيا، لكن مصطلح «مخيم» لا ينصف حجم وحجم وتعقيد أي من المخيمين. تقول الدكتورة ستيفاني كايدن، مديرة برنامج الدراسات الإنسانية في جامعة هارفارد: «إذا فكرت في مخيم للاجئين، فإن ما لديك أساسًا هو مدينة صغيرة». «ليس لديك خيام فقط، ولكن لديك مستشفى ومدارس وسوق ومركز توزيع أغذية.» تشبه الزعتري من نواحٍ عديدة مدينة كبيرة إلى حدٍ ما - فهناك 12 عيادة طبية أو مستشفى، و 477 خزان مياه مشترك و 12000 طالب موزعين في ثلاث مدارس.
تُظهر مقارنة صور الأقمار الصناعية هذه من DigitalGlobe ، والتي تم عرضها أولاً بواسطة مجلة التايم عام 2014 ، نمو المخيم، الذي يمتد عبر ميلين مربعين من الصحراء الأردنية الشمالية. يمكن أن يتسع ما يقرب من 1000 ملعب كرة قدم أمريكي داخل حدوده. في وقت من الأوقات، زاد عدد سكان المخيم إلى أكثر من 120.000. بدأت الأرقام في الانخفاض في المخيم، لكن في سوريا، يستمر العنف في التصاعد، مما يضمن بقاء الزعتري موطنًا لآلاف اللاجئين ربما لسنوات قادمة.

## الطاقة
تم تشغيل أكبر محطة للطاقة الشمسية تم بناؤها في مخيم للاجئين في 13 نوفمبر 2016 ، ومن المتوقع أن تقلل انبعاثات ثاني أكسيد الكربون السنوية من المخيم بمقدار 13000 طن متري سنويًا، أي ما يعادل 30 ألف برميل من النفط وتوفر 5.5 مليون دولار أمريكي سنويًا. تم تمويل محطة الطاقة الشمسية الكهروضوئية التي تبلغ قدرتها 12.9 ميغاواط من قبل الحكومة الألمانية، من خلال بنك التنمية الألماني KfW بتكلفة 15 مليون يورو (17.5 مليون دولار أمريكي). يوفر للأسر ما بين 12 و 14 ساعة من الكهرباء كل يوم - أطول من السابق

## التمويل والإدارة والخدمات

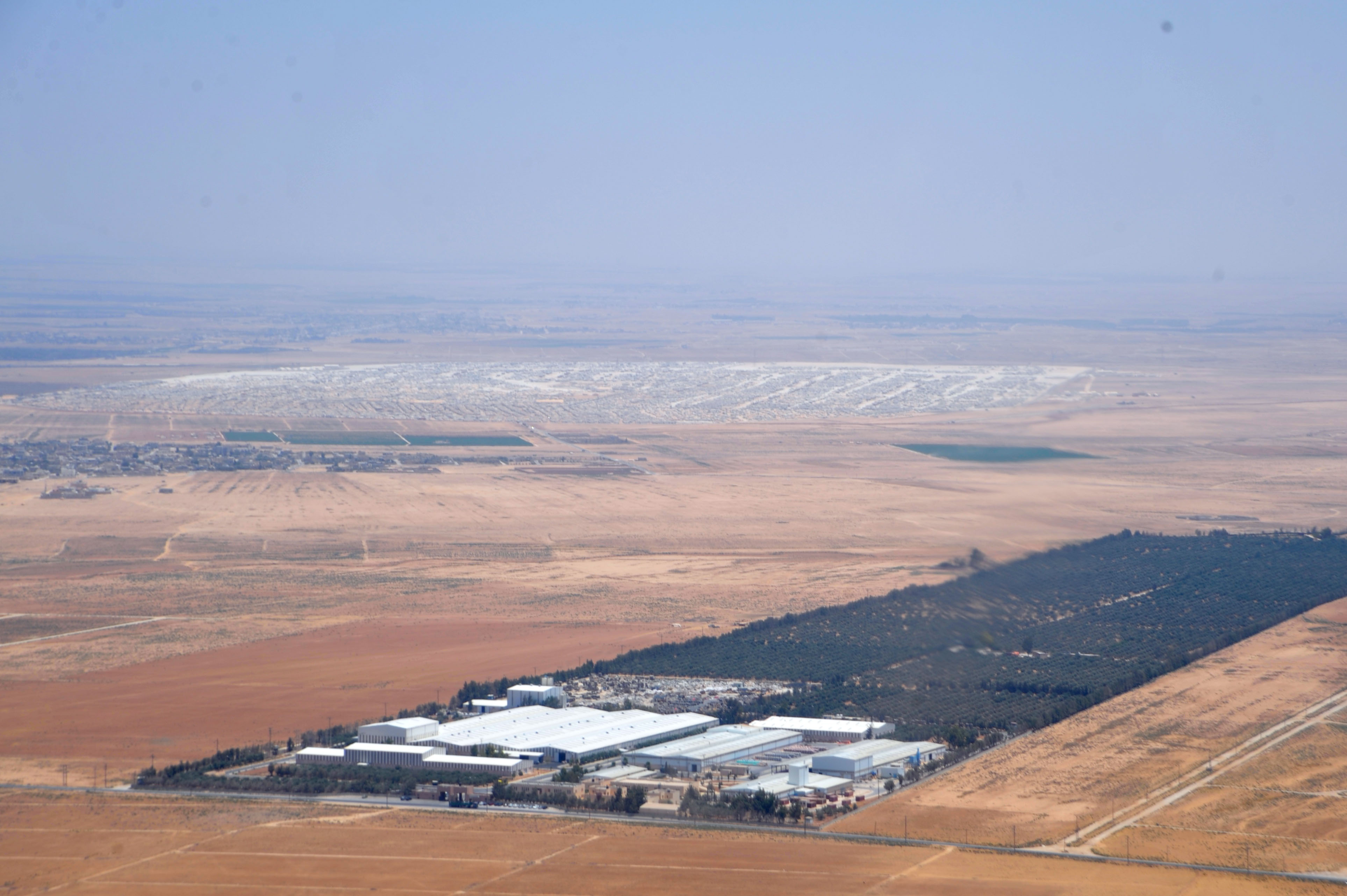
صورة جوية للمخيم

كدولة مضيفة، يُقدر أن الأردن ينفق 870 مليون دولار سنويًا لدعم اللاجئين السوريين. إذا تم التعامل معها كجهة مانحة تقليدية، لكانت قد ساهمت في 5,622٪ من حصتها العادلة. المخيم تحت الإدارة المشتركة لمديرية شؤون اللاجئين السوريين التي تم استحداثها في مديرية الأمن العام الاردنية والمفوضية السامية للأمم المتحدة لشؤون اللاجئين. في مارس 2013 عينت المفوضية السامية للأمم المتحدة لشؤون اللاجئين كيليان كلاينشميت المنسق الميداني الأول للمخيم؛  في أواخر عام 2014، تولى هوفيج إتيميزيان منصب مدير المخيم.

## أنظر أيضًا
- اللاجئون في الأردن
- سوريون في الأردن